# Lijst van afleveringen van Who's the Boss?
Dit is een lijst met afleveringen van de Amerikaanse televisieserie Who's the Boss?. De serie telt 8 seizoenen. Een overzicht van alle afleveringen is hieronder te vinden.

## Seizoen 1
| Nr. | Titel aflevering            | Uitzenddatum VS   |
| --- | --------------------------- | ----------------- |
| 1   | Pilot                       | 20 september 1984 |
| 2   | Briefless Encounter         | 27 september 1984 |
| 3   | Angela's First Fight        | 23 oktober 1984   |
| 4   | Mona Gets Pinned            | 30 oktober 1984   |
| 5   | A Rash Decision             | 13 november 1984  |
| 6   | Dinner for Two              | 20 november 1984  |
| 7   | Sorority Sisters            | 27 november 1984  |
| 8   | Truth in Dating             | 4 december 1984   |
| 9   | Sports Buddies              | 11 december 1984  |
| 10  | Requiem                     | 18 december 1984  |
| 11  | Samantha's Growing Up       | 8 januari 1985    |
| 12  | Paint Your Wagon            | 15 januari 1985   |
| 13  | Protecting the President    | 22 januari 1985   |
| 14  | Guess Who's Coming Forever? | 29 januari 1985   |
| 15  | Angela's Ex: Part 1         | 5 februari 1985   |
| 16  | Angela's Ex: Part 2         | 12 februari 1985  |
| 17  | Eye on Angela               | 19 februari 1985  |
| 18  | Double Date                 | 26 februari 1985  |
| 19  | Tony's Father-in-Law        | 5 maart 1985      |
| 20  | Just Like Tony              | 12 maart 1985     |
| 21  | Keeping Up with Marci       | 9 april 1985      |
| 22  | First Kiss                  | 16 april 1985     |

## Seizoen 2
| Nr. | Titel aflevering                       | Uitzenddatum VS   |
| --- | -------------------------------------- | ----------------- |
| 1   | It Happened One Summer: Part 1         | 24 september 1985 |
| 2   | It Happened One Summer: Part 2         | 1 oktober 1985    |
| 3   | Ad Man Micelli                         | 8 oktober 1985    |
| 4   | The Heiress                            | 15 oktober 1985   |
| 5   | Tony the Matchmaker                    | 29 oktober 1985   |
| 6   | Custody: Part 1                        | 5 november 1985   |
| 7   | Custody: Part 2                        | 12 november 1985  |
| 8   | Hunk of the Month                      | 19 november 1985  |
| 9   | Thanksgiving at Mrs. Rossini's         | 26 november 1985  |
| 10  | The Prodigal Father-in-Law             | 3 december 1985   |
| 11  | The Graduate                           | 10 december 1985  |
| 12  | Tony the Nanny                         | 17 december 1985  |
| 13  | Junior Executive                       | 7 januari 1986    |
| 14  | Educating Tony                         | 14 januari 1986   |
| 15  | Gotta Dance                            | 21 januari 1986   |
| 16  | The Babysitter                         | 28 januari 1986   |
| 17  | When Worlds Collide                    | 4 februari 1986   |
| 18  | Jonathan Plays Cupid                   | 11 februari 1986  |
| 19  | Losers and Other Strangers             | 18 februari 1986  |
| 20  | Tony for President                     | 25 februari 1986  |
| 21  | Not with My Client You Don't           | 4 maart 1986      |
| 22  | Angela's New Best Friend               | 25 maart 1986     |
| 23  | There's No Business Like Shoe Business | 1 april 1986      |
| 24  | The Unnatural                          | 8 april 1986      |
| 25  | Charmed Lives                          | 6 mei 1986        |
| 26  | The Anniversary Show                   | 13 mei 1986       |

## Seizoen 3
| Nr. | Titel aflevering             | Uitzenddatum VS   |
| --- | ---------------------------- | ----------------- |
| 1   | Angela Gets Fired: Part 1    | 23 september 1986 |
| 2   | Angela Gets Fired: Part 2    | 30 september 1986 |
| 3   | Daddy's Little Montague Girl | 21 oktober 1986   |
| 4   | Mona's Limo                  | 28 oktober 1986   |
| 5   | The Hickey                   | 4 november 1986   |
| 6   | Wedding Bells?               | 11 november 1986  |
| 8   | Semi-Private Lives           | 25 november 1986  |
| 9   | Forgive Me, Tony             | 2 december 1986   |
| 10  | Spud Micelli                 | 9 december 1986   |
| 11  | The Christmas Card           | 16 december 1986  |
| 12  | The Way We Was               | 6 januari 1987    |
| 13  | Jonathan Kills Tony          | 13 januari 1987   |
| 14  | Marie's Secret               | 20 januari 1987   |
| 16  | Hit the Road, Chad           | 3 februari 1987   |
| 17  | Raging Housekepeper          | 10 februari 1987  |
| 19  | Diet in Cell Block 11        | 24 februari 1987  |
| 20  | Older Than Springtime        | 3 maart 1987      |
| 21  | Walk on the Mild Side        | 17 maart 1987     |
| 22  | Reconcilable Differences     | 31 maart 1987     |
| 23  | Mona                         | 12 mei 1987       |
| 24  | A Moving Episode             | 19 mei 1987       |

## Seizoen 4
| Nr. | Titel aflevering            | Uitzenddatum VS   |
| --- | --------------------------- | ----------------- |
| 1   | Frankie and Tony Are Lovers | 22 september 1987 |
| 2   | Big Girl on Campus          | 29 september 1987 |
| 3   | There Goes the Bride        | 6 oktober 1987    |
| 4   | A Trip to the Principal     | 13 oktober 1987   |
| 6   | Two on a Billboard          | 3 november 1987   |
| 7   | Farewell to Nick            | 10 november 1987  |
| 8   | Hell on Wheels              | 17 november 1987  |
| 9   | A Fishy Tale                | 24 november 1987  |
| 10  | Car and Driver              | 1 december 1987   |
| 11  | Just Mona and Me            | 8 december 1987   |
| 12  | Yellow Submarine            | 15 december 1987  |
| 13  | Another Single Parent       | 5 januari 1988    |
| 14  | All in the Famiglia         | 12 januari 1988   |
| 16  | Tony and the Dreamtones     | 2 februari 1988   |
| 17  | The Matriculator            | 9 februari 1988   |
| 18  | Three Teens and a Tony      | 1 maart 1988      |
| 19  | Housekeepers Unite          | 15 maart 1988     |
| 20  | Model Daughter              | 22 maart 1988     |
| 21  | Marry Me, Mona              | 29 maart 1988     |
| 22  | Prom Night II               | 3 mei 1988        |
| 23  | Sleep Talk, Sweet Talk      | 10 mei 1988       |
| 24  | The Two Tonys               | 17 mei 1988       |

## Seizoen 5
| Nr. | Titel aflevering           | Uitzenddatum VS  |
| --- | -------------------------- | ---------------- |
| 1   | Sam's Car                  | 18 oktober 1988  |
| 2   | My Fair Tony               | 25 oktober 1988  |
| 3   | Nineteen Again             | 1 november 1988  |
| 4   | Yankee-Doodle Micelli      | 22 november 1988 |
| 5   | A Jack Story               | 29 november 1988 |
| 6   | Double Dump                | 6 december 1988  |
| 8   | A Spirited Christmas       | 20 december 1988 |
| 9   | Teacher's Pet              | 3 januari 1989   |
| 11  | Your Grandmother's a Bimbo | 29 januari 1989  |
| 12  | Ton-An Enterprises         | 31 januari 1989  |
| 13  | Cardinal Sin               | 7 februari 1989  |
| 14  | Winter Break               | 14 februari 1989 |
| 15  | First Date                 | 21 februari 1989 |
| 16  | Party Double               | 28 februari 1989 |
| 17  | Boozin' Buddies            | 7 maart 1989     |
| 18  | Heather Can Wait           | 21 maart 1989    |
| 19  | Men Are People, Too        | 4 april 1989     |
| 20  | Working Girls              | 11 april 1989    |
| 21  | Tony Does Golf             | 25 april 1989    |
| 22  | Ode to Angela              | 2 mei 1989       |
| 23  | In Sam We Trust            | 9 mei 1989       |
| 24  | It's Somebody's Birthday   | 16 mei 1989      |

## Seizoen 6
| Nr. | Titel aflevering                 | Uitzenddatum VS   |
| --- | -------------------------------- | ----------------- |
| 1   | In Search of Tony                | 19 september 1989 |
| 2   | Life's a Ditch                   | 26 september 1989 |
| 3   | In Your Dreams                   | 3 oktober 1989    |
| 4   | Sam's Novel Romance              | 10 oktober 1989   |
| 5   | Living Dolls                     | 17 oktober 1989   |
| 6   | Tony and the Professor           | 24 oktober 1989   |
| 7   | Mother and Child Disunion        | 31 oktober 1989   |
| 8   | Sam Can Manage                   | 7 november 1989   |
| 9   | Supermom Burnout                 | 14 november 1989  |
| 10  | Sex, Lies and Exercise Tape      | 21 november 1989  |
| 11  | To Tony, with Love               | 28 november 1989  |
| 12  | The World According to Jonathan  | 5 december 1989   |
| 13  | Gambling Jag                     | 12 december 1989  |
| 14  | Sam Accelerates                  | 2 januari 1990    |
| 15  | Tony Kills                       | 9 januari 1990    |
| 16  | Dear Landlord                    | 16 januari 1990   |
| 17  | Mona and Walter and Sam and Eric | 23 januari 1990   |
| 18  | Micelli's Marauders              | 30 januari 1990   |
| 19  | Her Father's Daughter            | 6 februari 1990   |
| 20  | Take Me Back to the Ballgame     | 13 februari 1990  |
| 21  | I Dream of Genealogy             | 20 februari 1990  |
| 22  | Couple Trouble                   | 27 februari 1990  |
| 23  | Operation Mona                   | 13 maart 1990     |

## Seizoen 7
| Nr. | Titel aflevering                              | Uitzenddatum VS   |
| --- | --------------------------------------------- | ----------------- |
| 1   | Ridiculous Liaisons                           | 18 september 1990 |
| 2   | Hey Dude                                      | 25 september 1990 |
| 3   | The Fabulous Robinson Sisters                 | 2 oktober 1990    |
| 4   | Did You Ever Have to Make Up Your Mind?       | 9 oktober 1990    |
| 5   | One Flew Over the Empty Nest                  | 16 oktober 1990   |
| 6   | The Kid                                       | 23 oktober 1990   |
| 7   | Parental Guidance Suggested                   | 30 oktober 1990   |
| 8   | Roomies                                       | 6 november 1990   |
| 9   | Four Alarm Tony                               | 13 november 1990  |
| 10  | Starlight Memories                            | 20 november 1990  |
| 11  | Inherit the Wine                              | 27 november 1990  |
| 12  | Who's Minding the Kid?                        | 4 december 1990   |
| 13  | Broadcast Blues                               | 18 december 1990  |
| 14  | Days of Blunder                               | 8 januari 1991    |
| 15  | You Can Go Home Again                         | 22 januari 1991   |
| 16  | Ms. Mom                                       | 29 januari 1991   |
| 17  | The Unsinkable Tony Micelli                   | 5 februari 1991   |
| 18  | Tony and Angela Get Divorced                  | 12 februari 1991  |
| 19  | Let Her Tell You 'bout the Birds and the Bees | 19 februari 1991  |
| 20  | Party Politics                                | 26 februari 1991  |
| 21  | Choose Me                                     | 12 maart 1991     |
| 22  | Tony and the Princess                         | 26 maart 1991     |
| 23  | Between a Rock and a Hard Place               | 16 april 1991     |
| 24  | The Road to Washington: Part 1                | 30 april 1991     |
| 25  | The Road to Washington: Part 2                | 7 mei 1991        |

## Seizoen 8
| Nr. | Titel aflevering                   | Uitzenddatum VS   |
| --- | ---------------------------------- | ----------------- |
| 1   | Seer of Love                       | 28 september 1991 |
| 2   | An Affair to Forget                | 5 oktober 1991    |
| 3   | Misery                             | 12 oktober 1991   |
| 4   | Selling Sam Short                  | 19 oktober 1991   |
| 5   | Tony Bags a Big One                | 26 oktober 1991   |
| 6   | A Well-Kept Housekeeper            | 2 november 1991   |
| 7   | Death and Love: Part 1             | 9 november 1991   |
| 8   | Death and Love: Part 2             | 16 november 1991  |
| 9   | Grandmommie Dearest                | 23 november 1991  |
| 10  | Field of Screams                   | 30 november 1991  |
| 11  | This Sold House                    | 7 december 1991   |
| 12  | Tony, Can You Spare a Dime?        | 4 januari 1992    |
| 13  | Mrs. Al                            | 11 januari 1992   |
| 14  | Who's the Boss?                    | 25 januari 1992   |
| 16  | Tony Micelli, This Is Your Life    | 1 februari 1992   |
| 17  | Better Off Wed: Part 1             | 8 februari 1992   |
| 18  | Better Off Wed: Part 2             | 22 februari 1992  |
| 19  | Tony And The Honeymooners          | 14 maart 1992     |
| 20  | Split Decision                     | 21 maart 1992     |
| 21  | Mr. Micelli Builds His Dream House | 28 maart 1992     |
| 22  | Savor the Veal: Part 1             | 18 april 1992     |
| 23  | Savor the Veal: Part 2             | 25 april 1992     |
| 24  | Savor the Veal: Part 3             | 25 april 1992     |